# ریچارد ورنون
ریچارد ورنون (انگلیسی: Richard Vernon؛ ۷ مارس ۱۹۲۵ – ۴ دسامبر ۱۹۹۷) هنرپیشه اهل بریتانیا بود.
از فیلم‌هایی که وی در آن نقش داشته است می‌توان به پنجه طلایی، گاندی، شیطان زیر آفتاب، پلنگ صورتی دوباره ضربه می‌زند، یک ماه در کشور، قصه‌گو، اوه! سگ بهشتی و پیشخدمت اشاره کرد.